# Sjur Refsdal

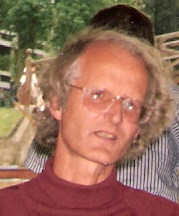
Sjur Refsdal w Cambridge w 1987

Sjur Refsdal (ur. 30 grudnia 1935 w Oslo, zm. 29 stycznia 2009) – norweski astrofizyk. Opublikował szereg pionierskich prac na temat soczewkowania grawitacyjnego.  Był członkiem Norweskiej Akademii Nauk, za zasługi dla nauki został odznaczony Kongens fortjenstmedalje (Złotym Królewskim Medalem Zasługi).

## Życiorys
Urodził się 30 grudnia 1935 w Oslo, był synem meteorologa Anfinna Refsdala i Hanny Dick Thorkildsen. Wychował się w Oslo, gdzie ukończył szkołę średnią, a później studiował. Ukończył studia na Uniwersytecie w Oslo, gdzie także otrzymał stopień naukowy doktora. W latach 1967–1970 był wykładowcą na University of Nebraska, przez rok (1970-1971) był profesorem wizytującym na Uniwersytecie w Hamburgu, począwszy od 1972 pracował jako profesor astrofizyki w Hamburger Sternwarte.
Jego pierwszą publikacją na temat soczewkowania grawitacyjnego była jego praca dyplomowa kończąca studia podyplomowe. Refsdal zaproponował, aby jego praca doktorska była rozwinięciem drugiej części jego pracy dyplomowej o możliwości użycia grawitacyjnie zsoczewkowanych obrazów do pomiaru stałej Hubble’a, ale jego promotor odrzucił ten pomysł jako „niepewnej jakości”. Po odrzuceniu tego pomysłu, w 1964 opublikował dwa prace w których rozwinął ten temat - „The gravitational lens effect” i „On the possibility of determining Hubble's parameter and the masses of galaxies from the gravitational lens effect”. W drugiej z prac opisał tzw. „metodę Refsdala”, wcześniej odrzuconą przez jego promotora, która pozwala na oszacowanie na oszacowanie stałej Hubble'a na podstawie pomiarów właściwości grawitacyjnie zsoczewkowanego kwazaru. Recenzentem obydwu prac był Dennis Sciama.

Patrząc wstecz, soczewkowanie grawitacyjne miało wielu proroków, w tym licznych fałszywych.  Nawet Einstein nieprawidłowo rozumiał niektóre kluczowe kwestie tegoż.  Jak się wszyscy zgadzamy, prorokiem, na którym możemy najbardziej polegać, był Sjur Refsdal. Ten, w czasie swojej 25-letniej kariery naukowej, w serii opublikowanych zarówno samodzielnie, jak i w większej grupie publikacji, opracował większość podstawowych zasad interpretacji zjawiska.

W dalszych pracach, w latach 1964-1974, opisywał możliwości sprawdzania teorii kosmologicznych dzięki obserwacjom zsoczewkowanych obiektów, a także możliwość pomiarów odległości i mas gwiazd przy jednoczesnym użyciu teleskopów naziemnych i teleskopu kosmicznego znajdującego się w odległości 0,05 j.a. od Ziemi. Opracował koncept soczewki Changa–Refsdala. Ostatecznie otrzymał doktorat w roku 1970 pisząc na temat który został początkowo odrzucony.
W 1974 poślubił Guntharę Falke.
Był członkiem Norweskiej Akademii Nauk i profesorem emeritusem Instytutu Astrofizyki Teoretycznej Uniwersytetu w Oslo. W 2001 otrzymał Nansenmedaljen for fremragende forskning (Medal Nansena za Wybitne Badania Naukowe), a w 2005 został odznaczony Kongens fortjenstmedalje (Złotym Królewskim Medalem Zasługi).
Zmarł 29 stycznia 2009.

## Upamiętnienie
W 2014 odkryto poczwórny obraz odległej supernowej, który powstał dzięki soczewkowaniu grawitacyjnemu. Obiekt ten otrzymał nazwę Supernowa Refsdala.